# Adelaide City
Adelaide City ist ein Sportverein, der in Adelaide, Australien beheimatet ist. Er ist auch bekannt als Adelaide City Force und spielte viele Jahre in der National Soccer League (NSL). Er spielt jetzt in der South Australian Super League.

## Gründerjahre
Der Klub wurde durch italienische Einwanderer gegründet, die auch den Hauptteil der Fangemeinde ausmachen und wurde zwischen 1946 und 1966 „Juventus“ genannt. 1966 wurde der Club dann in „Adelaide Juventus“ und im Jahre 1977 in „Adelaide City“ umbenannt. Durch die schwarz-weiß gestreiften Trikots spricht man auch von den „Zebras“.

## Erfolge

### International
- Sieger der Oceania Club Championship: 1987

### National
- Meister der National Soccer League: 1986, 1991/92, 1993/94

### Lokal
- Meister der SA Super League: 1953, 1954, 1956, 1957, 1958, 1959, 1963, 1964, 1967, 1970, 1972, 1974, 2005, 2006, 2007, 2008, 2010
- Sieger des SA Federation Cups: 1953, 1955, 1957, 1958, 1959, 1963, 1965, 1969, 1970, 1971, 1972, 1973, 1976, 2006, 2007, 2013, 2014

## Personal

### Bekannte Spieler
| John Aloisi Ross Aloisi Louis Brain Angelo Costanzo Dixie Deans Travis Dodd Craig Foster Iain Fyfe Milan Ivanović | Anthony LaPaglia Frank Lister Sergio Melta David Mitchell Damian Mori Agenor Muniz Lucas Pantelis Claudio Pelosi John Perin | Shane Smeltz Alex Tobin Carl Veart Aurelio Vidmar Tony Vidmar Robert Zabica Gregorz Lewandowski |

### Bekannte Trainer
Damian Mori
 Ralé Rašić
 Les Scheinflug